# TextPad
Textpad est un éditeur de texte édité par Helios Software Solutions, disponible pour Microsoft Windows.

## Présentation
Il s'agit d'un éditeur de texte propriétaire polyvalent, supportant la coloration syntaxique d'un grand nombre de langages, C, C++, HTML, XHTML, perl... Il est très populaire car extrêmement simple et souple, ne nécessitant aucun apprentissage, et permettant facilement de comparer des fichiers, de convertir des documents vers DOS, ainsi que des macros. Il n'intègre par contre aucun fonctionnalité de débuggage. Textpad ne supporte pas l'Unicode, mais autorise les encodages en UTF-8 et UTF-16.

## Les fonctionnalités
Les fonctionnalités principales du TextPad sont:
- La capacité de garder les blocs d'indentation;
- Le code d'indentation automatique (voir style d'indentation);
- Une expression régulière basée sur la recherche et le remplacement, incluant l'expression régulière multiligne;
- Fonction d'enregistrement de macros pour faciliter des transformations de texte complexe et des processeurs de données;[2]
  - Les fonctions macros supportent plusieurs recherches regex (et leurs remplacements) dans une macro;
- Coloration syntaxique pour plusieurs différents langages;[3]
- La capacité d'utiliser des programmes externes (tel que les compilateurs);
  - L'expression régulière peut être utilisée afin d'accéder à un numéro de ligne dans le fichier de programmes externes (par ex. pour localiser la cause d'une erreur provenant du compilateur);
- La prise en charge de fichiers volumineux;
- Un support pour éditer plusieurs fichiers avec la sélection d'onglets de documents;[2]
- Un mode de sélection en bloc;
- La synchronisation du défilement de plusieurs fichiers;
- Les bibliothèques logicielles (la gestion de « snippet » pour des portions réutilisations de texte pour les insérer dans d'autres documents;
- L'historique du presse-papier (cela permet à TextPad de fonctionner comme un outil de presse-papiers multiples;
- Mise en favoris de lignes, ce qui permet pour les utilisateurs de copier des lignes spécifiques, puis de les coller dans un autre document;
- La prise en charge multilingue: l'interface des utilisateurs est accessible dans sept langages avec des dictionnaires orthographiques disponibles dans dix langages;

### Bibliothèques logicielles
TextPad inclut un système de bibliothèques logicielles appelés Clip Libraries. Chaque bibliothèque contient des expressions ou caractères particuliers. Ainsi, des bibliothèques sont disponibles pour HTML, C++ ou CSS, et évitent d'entrer manuellement les éléments de code. De nouvelles bibliothèques sont régulièrement créées par des amateurs et mises à disposition sur le site officiel du logiciel.

## Prix
Il s'agit d'un shareware.
TextPad est téléchargeable sans aucune restriction sur le site officiel du logiciel. Les seules limitations sont :
- un popup restant affiché quelques secondes au démarrage, encourageant à l'achat ;
- une fenêtre de même type incite à l'achat toutes les cinq sauvegardes de documents.

En 2020, une licence coûte 16,50 £, soit environ 18.40 €. Il est possible d'acheter les licences par groupes.

## Versions
Depuis le 24 septembre 2020, la version de TextPad est la version 8.5.0 
Différentes versions sont disponibles en Allemand, Anglais, Coréen, Espagnol, Français, Italien, Japonais, Néerlandais, Polonais et Portugais.

## Configuration requise
Textpad nécessite Windows 2000, Windows XP, Windows Server 2003, Windows Vista ou Windows 7